# Bảo tàng Odon Bujwid
Bảo tàng Odon Bujwid (tiếng Ba Lan: Muzeum Odona Bujwida) là một bảo tàng tiểu sử dành cho Odon Bujwid. Bảo tàng nằm bên trong một ngôi nhà chung cư lịch sử, tọa lạc tại số 34 Phố Lubicz, Kraków, Ba Lan. Bảo tàng Odon Bujwid thuộc sở hữu tư nhân, và chủ sở hữu đang cố gắng thành lập một cơ sở để có thể chăm sóc các bộ sưu tập.

## Lịch sử
Sau khi Giáo sư Odon Bujwid qua đời, con gái ông là Zofia Mostowska quyết định thành lập Bảo tàng Odon Bujwid. Tuy nhiên, ý tưởng này chỉ đến ngày 22 tháng 4 năm 1964 mới thành hiện thực, chủ yếu nhờ vào nỗ lực của các cháu trai của Odon Bujwid là Jerzy và Czesław Mostowski. Bảo tàng trưng bày những hiện vật và kỷ vật có liên quan đến cuộc đời và công việc của Odon Bujwid và vợ ông là Kazimierz (một nhà đấu tranh cho quyền phụ nữ và là người đồng sáng lập trung tâm tiêm chủng), cũng như giới thiệu lịch sử của gia đình Bujwid. Con cháu ông tách một phần căn hộ riêng để trưng bày bộ sưu tập của Bảo tàng. Bảo tàng chiếm hai phòng nhỏ (khoảng 30 mét vuông) trên tầng một của ngôi nhà chung cư, trong các phòng cũ của Giáo sư Odon Bujwid.  

## Triển lãm
Bộ sưu tập của Bảo tàng Odon Bujwid hiện đang bao gồm các đồ nội thất từ văn phòng của Odon Bujwid, bộ sưu tập tài liệu (bao gồm các tạp chí, bằng cấp, thư từ giữa Odon Bujwid với Robert Koch và Louis Pasteur), các tác phẩm đã xuất bản của Odon Bujwid, và các thứ khác. Bảo tàng mở cửa đến những năm 1920, và hiện nay mở cửa lẻ tẻ. 